# Liste der Biografien/Hers
Liste der Biografien |
Portal Biografien |
Personensuche
# |
A |
B |
C |
D |
E |
F |
G |
H |
I |
J |
K |
L |
M |
N |
O |
P |
Q |
R |
S |
T |
U |
V |
W |
X |
Y |
Z |
?
 
Ha |
Hd |
He |
Hi |
Hj |
Hk |
Hl |
Hm |
Hn |
Ho |
Hr |
Hs |
Ht |
Hu |
Hv |
Hw |
Hy
 
Hea |
Heb |
Hec |
Hed |
Hee |
Hef |
Heg |
Heh |
Hei |
Hej |
Hek |
Hel |
Hem |
Hen |
Heo |
Hep |
Heq |
Her |
Hes |
Het |
Heu |
Hev |
Hew |
Hex |
Hey |
Hez
 
Hera |
Herb |
Herc |
Herd |
Here |
Herf |
Herg |
Herh |
Heri |
Herj |
Herk |
Herl |
Herm |
Hern |
Hero |
Herp |
Herq |
Herr |
Hers |
Hert |
Heru |
Herv |
Herw |
Herx |
Hery |
Herz
Die Liste der Biografien führt alle Personen auf, die in der deutschsprachigen Wikipedia einen Artikel haben. Dieses ist eine Teilliste mit 112 Einträgen von Personen, deren Namen mit den Buchstaben „Hers“ beginnt.

## Hers
- Hers, Henri-Géry (1923–2008), belgischer Biochemiker
- Hers, Mikhaël (* 1975), französischer Filmregisseur und Drehbuchautor

### Hersa
- Hersam, Mark (* 1975), US-amerikanischer Materialwissenschaftler
- Hersant, Robert (1920–1996), französischer Unternehmer, Presse-Herausgeber und Politiker, MdEP

### Hersb
- Hersberger, Lori (* 1962), Schweizer Künstler
- Hersberger, Marguerite (* 1943), Schweizer Künstlerin
- Hersby, Philip (* 1984), dänischer Eishockeyspieler

### Hersc
- Hersch, Fred (* 1955), US-amerikanischer Jazzpianist
- Hersch, Hermann (1821–1870), deutscher Dichter und Dramatiker
- Hersch, Jeanne (1910–2000), Schweizer PhilosophinJeanne Hersch (1910–2000)

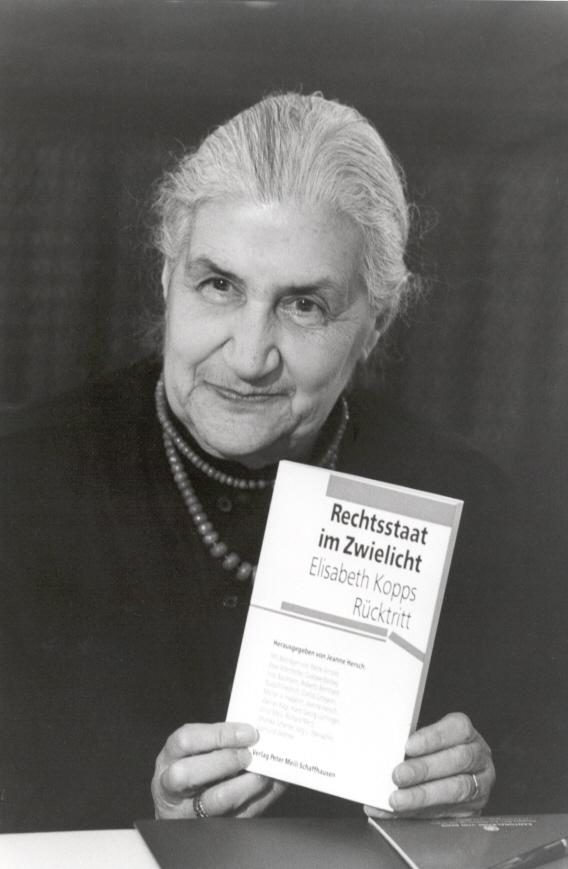
Jeanne Hersch (1910–2000)

- Hersch, Joseph (1925–2012), Schweizer Mathematiker und Hochschullehrer
- Hersch, Liebmann (1882–1955), Schweizer Demograf
- Hersch, Rainer (* 1962), britischer Dirigent, Schauspieler, Autor und Komiker
- Herschbach, Dudley R. (* 1932), US-amerikanischer Chemiker und Nobelpreisträger für Chemie
- Hersche, Heinrich Johann (1889–1971), Schweizer Offizier, Reitsportler und Angehöriger der Waffen-SS
- Hersche, Peter (1941–2025), Schweizer Historiker
- Herschel, August (1894–1965), deutscher Landrat des Kreises Moers, Kreiskämmerer und Kreissyndikus
- Herschel, Bernhard (1837–1905), Mannheimer Stadtrat und Kaufmann
- Herschel, Caroline (1750–1848), deutsche Astronomin, Konzertsängerin und Violinistin
- Herschel, Hans (1875–1930), deutscher Politiker (Zentrum), MdR
- Herschel, Hasso (* 1935), deutscher Fluchthelfer an der innerdeutschen Grenze
- Herschel, Jacob (1734–1792), Konzertmusikmeister
- Herschel, John (1792–1871), britischer Astronom
- Herschel, Knut (1948–1999), deutscher Großmeister im Fernschach
- Herschel, Kurt (1896–1979), deutscher wissenschaftlicher Illustrator und Pflanzen- und Tierfotograf
- Herschel, Otto (1871–1958), österreichischer Maler
- Herschel, Wilhelm (1738–1822), deutsch-britischer Astronom und MusikerWilhelm Herschel (1738–1822)

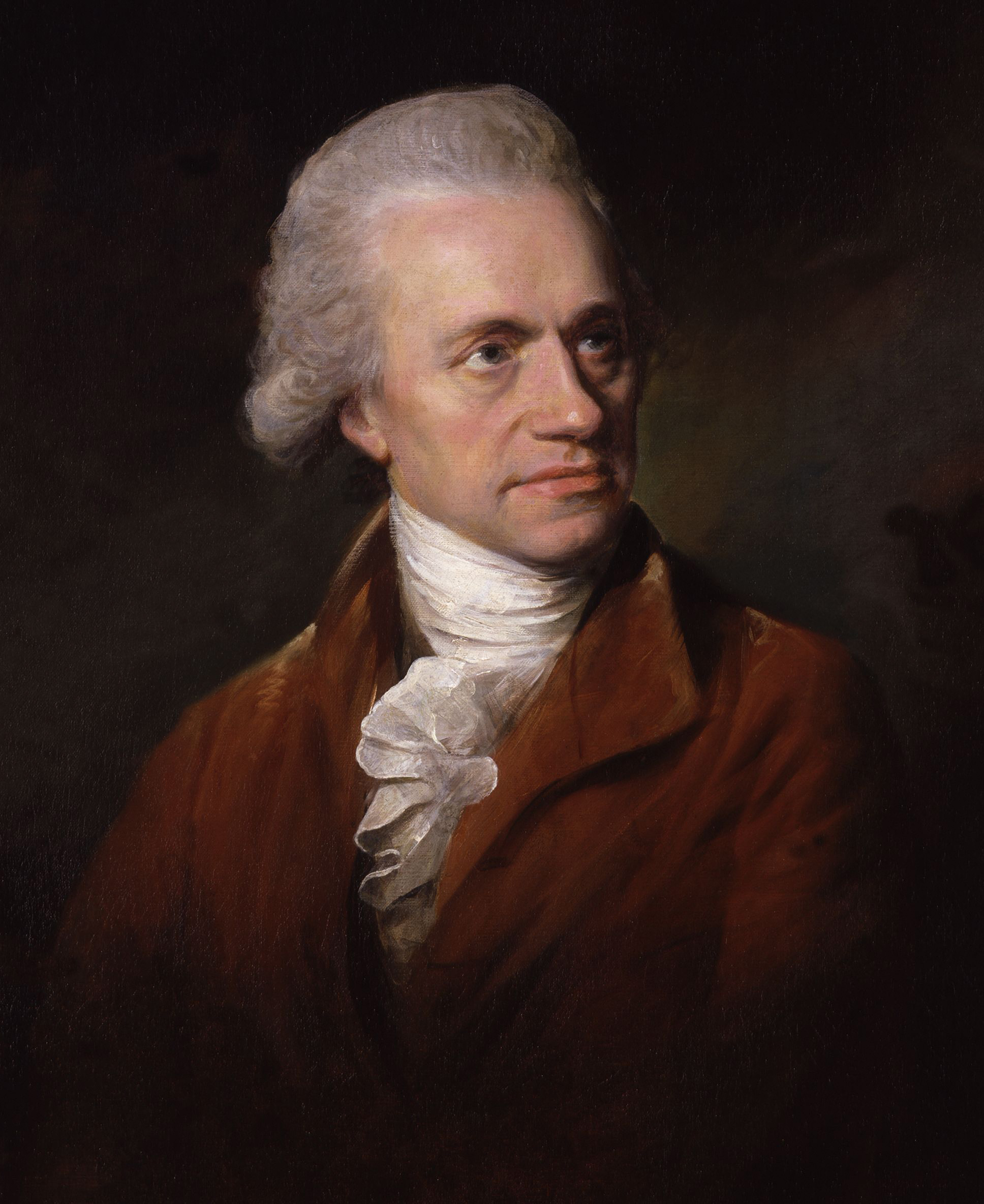
Wilhelm Herschel (1738–1822)

- Herschel, Wilhelm (1895–1986), deutscher Jurist
- Herschel, William James (1833–1917), britischer Kolonialbeamter, erster Sammler von Fingerabdrücken
- Herschell, Farrer, 1. Baron Herschell (1837–1899), britischer Rechtsanwalt, Politiker, Mitglied des House of Commons und Lordkanzler
- Herschell, Richard, 2. Baron Herschell (1878–1929), britischer Offizier und Politiker der Liberal Party, Oberhausmitglied
- Herschenbach, Josef (* 1886), preußischer Verwaltungsbeamter, Kreisbeigeordneter, Landrat
- Herschend, Oscar (1853–1891), dänischer Maler
- Herschend, Steen (1888–1976), dänischer Segler
- Herscher, Joseph (* 1985), neuseeländischer Webvideoproduzent
- Herschkowitsch, Mordko (1868–1932), deutscher Chemiker
- Herschkowitz, Daniel (* 1953), israelischer Politiker, Mathematiker und Rabbiner
- Herschkowitz, Philip (1906–1989), rumänischer Komponist und Musiktheoretiker
- Herschler, Edgar (1918–1990), US-amerikanischer Politiker und Gouverneur von Wyoming
- Herschmann, Adolf (* 1895), österreichischer Ringer und Olympiateilnehmer
- Herschmann, Eric (* 1964), US-amerikanischer Rechtsanwalt und Unternehmer
- Herschmann, Nicole (* 1975), deutsche Bobfahrerin
- Herschmann, Otto (1877–1942), österreichischer Schwimmer, Fechter und Sportfunktionär
- Herschmiller, Thomas (* 1978), kanadischer Ruderer
- Herscovici, Henry (1927–2022), israelischer Sportschütze

### Herse
- Herse, Hans (1855–1939), deutscher Maler
- Herse, Henrik (1895–1953), deutscher Dramaturg, Schriftsteller und SS-Obersturmführer
- Herse, Jaroslaw (1837–1909), deutscher Jurist und Politiker
- Herse, Lyli (1928–2018), französische Radrennfahrerin
- Herse, René (1908–1976), französischer Fahrradhersteller
- Herse, Wilhelm (1879–1965), deutscher Bibliothekar und Archivar
- Hersekoğlu Ahmed Pascha († 1517), osmanischer Großwesir, Staatsmann und Feldherr
- Hersel, Sandro (* 1985), deutscher Politiker (AfD), MdL
- Hersendis von Champagne († 1114), Mitbegründerin der Abtei Fontevrault, französische Hochadelige
- Hersenhoren, Samuel (1908–1982), kanadischer Geiger und Dirigent
- Hersent, Louis (1777–1860), französischer Lithograf, Porträt- und Historienmaler
- Herseth Sandlin, Stephanie (* 1970), US-amerikanische Politikerin
- Herseth, Adolph (1921–2013), US-amerikanischer Trompeter
- Herseth, Erik (1892–1993), norwegischer Segler, Opernsänger und Offizier
- Herseth, Lorna B. (1909–1994), US-amerikanische Politikerin
- Herseth, Magnus (1892–1976), norwegischer Ruderer
- Herseth, Ralph (1909–1969), US-amerikanischer Politiker
- Hersey, George L. (1927–2007), US-amerikanischer Kunst- und Architekturhistoriker sowie Kulturwissenschaftler
- Hersey, Ira G. (1858–1943), US-amerikanischer Politiker
- Hersey, James, US-amerikanisch-österreichischer Musiker
- Hersey, John (1914–1993), US-amerikanischer Schriftsteller und Journalist
- Hersey, Paul (1931–2012), US-amerikanischer Verhaltensforscher und Unternehmer
- Hersey, Samuel F. (1812–1875), US-amerikanischer Politiker

### Hersh
- Hersh, Arek (* 1929), polnisch-britischer Überlebender des Holocaust
- Hersh, Kristin (* 1966), US-amerikanische Sängerin, Gitarristin und Songwriterin
- Hersh, Reuben (1927–2020), US-amerikanischer Mathematiker
- Hersh, Seymour (* 1937), US-amerikanischer Journalist
- Hershan, Stella K. (1915–2014), amerikanische Schriftstellerin
- Hershbell, Jackson P. (* 1935), US-amerikanischer Philosophiehistoriker
- Hershey, Alfred Day (1908–1997), amerikanischer Biologe, Nobelpreis für Medizin 1969
- Hershey, Barbara (* 1948), US-amerikanische SchauspielerinBarbara Hershey (* 1948)

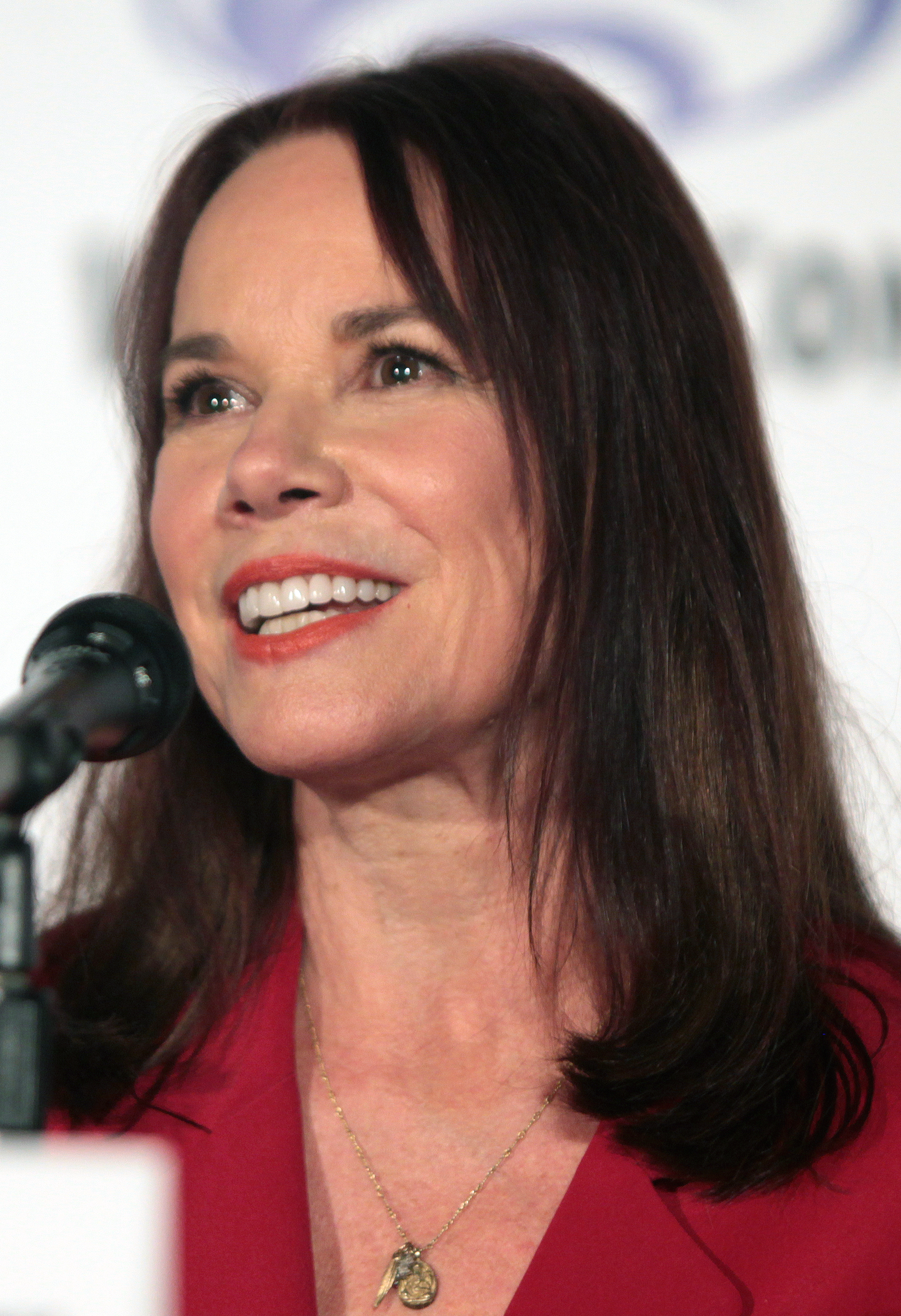
Barbara Hershey (* 1948)

- Hershey, Karla, US-amerikanische UN-Funktionärin
- Hershey, Milton S. (1857–1945), US-amerikanischer Unternehmer
- Hershiser, Orel (* 1958), US-amerikanischer Baseballspieler
- Hershko, Avram (* 1937), israelischer Biochemiker
- Hershko, Raz (* 1998), israelische Judoka
- Hershkovits, Nitai (* 1988), israelischer Jazz-Pianist und Komponist
- Hershkovitz, Israel (* 1950), israelischer Anatom, Anthropologe und Hochschullehrer an der Universität Tel Aviv
- Hershkovitz, Philip (1909–1997), US-amerikanischer Mammaloge
- Hershkowitz, Noah (1941–2020), US-amerikanischer Physiker
- Hershkowitz, Sara (* 1980), US-amerikanische Opernsängerin (Koloratursopran)
- Hershman Leeson, Lynn (* 1941), US-amerikanische Künstlerin und Filmemacherin
- Hersholt, Jean (1886–1956), dänisch-US-amerikanischer SchauspielerJean Hersholt (1886–1956)

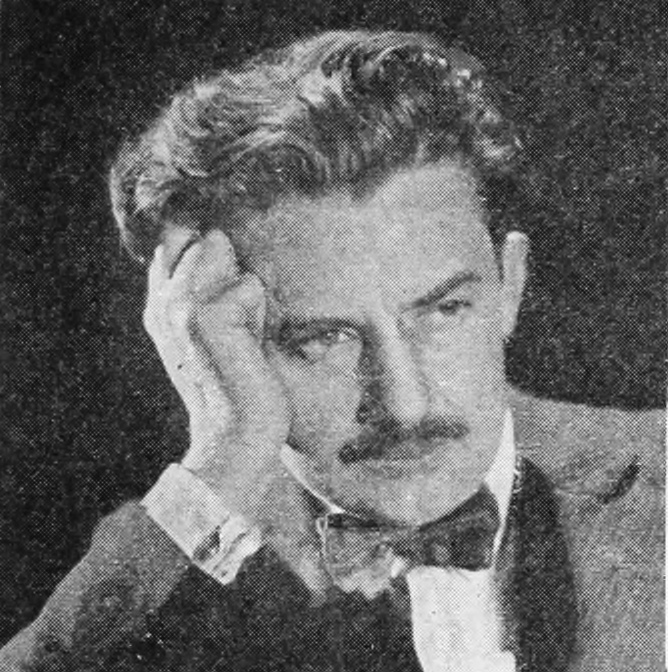
Jean Hersholt (1886–1956)

### Hersi
- Hersi, Mohamud Muse (1937–2017), somalischer Präsident von Puntland, Somalia
- Hersi, Siad (1949–2025), somalischer Kriegsherr
- Hersi, Youssouf (* 1982), niederländischer Fußballspieler
- Hersing, Otto (1885–1960), deutscher Marineoffizier und U-Boot-Kommandant

### Hersk
- Herskedal, Daniel (* 1982), norwegischer Jazzmusiker (Tuba, Komposition)
- Herskind, Bent (1931–2021), dänischer Physiker
- Herskovits, Melville J. (1895–1963), US-amerikanischer Anthropologe
- Herskovitz, Marshall (* 1952), US-amerikanischer Filmproduzent und Regisseur
- Herskowitz, Ira (1946–2003), US-amerikanischer Genetiker
- Herskowitz, Matt (* 1968), US-amerikanischer Pianist, Komponist, Songwriter und Arrangeur

### Hersl
- Hersley, Patrik (* 1986), schwedischer Eishockeyspieler

### Hersm
- Hersman, Hugh S. (1872–1954), US-amerikanischer Politiker
- Hersmann, Werner (1904–1972), deutscher SS-Sturmbannführer

### Herso
- Hersonski, Yael (* 1976), israelische Philosophin und Filmregisseurin
- Hersov, Robert (* 1960), südafrikanischer Manager und Unternehmer
- Hersoy, Albert (1895–1979), französischer Turner

### Herst
- Herstatt, Claudia (1948–2012), deutsche Kunstkritikerin
- Herstatt, Cornelius (* 1959), deutscher Innovationsforscher
- Herstatt, Iwan David (1913–1995), deutscher Bankier
- Herstein, Adolf Edward (1869–1932), polnischer Maler und Kupferstecher
- Herstein, Israel (1923–1988), US-amerikanischer Mathematiker
- Herstorffer, Hans, österreichischer Steinmetzmeister des Barock und Dombaumeister zu St. Stephan in Wien

### Hersz
- Herszaft, Adam (1886–1942), polnischer Grafiker und Maler
- Herszel, Marco (* 1979), deutscher Kanute